# Patrick Muller
 (octobre 2010).
Si vous disposez d'ouvrages ou d'articles de référence ou si vous connaissez des sites web de qualité traitant du thème abordé ici, merci de compléter l'article en donnant les références utiles à sa vérifiabilité et en les liant à la section « Notes et références ».
Pour les articles homonymes, voir Patrick Muller (homonymie) et Muller.
Patrick Muller (18 septembre 1967 à Genève - ) est musicien compositeur producteur et enseignant suisse. 

## Biographie
Patrick Muller voit le jour le 18 septembre 1967 à Genève, où il passe son enfance. Wil, son père, est batteur et chanteur de jazz, sa mère pianiste et chanteuse classique.
Patrick Muller a enseigné la musique durant plus de 10 ans dans différentes écoles, conservatoires et en cours privés. Il suspend son activité d'enseignant en 2000, sollicité par des tournées dans le monde entier. 
Lors de ses tournées internationales, il joue notamment à l'Olympia, à la Salle Pleyel à Paris, à la Knitting Factory à New York, à Leipzig (Opera House), au Montreux Jazz Festival, au Glastonburry Festival, au Montreal Jazz Festival, au Pohada Jazz Festival, au Jazz al parque Bogota, etc. Cette période de tournées lui permet d’affiner sa pédagogie musicale, de comprendre d’où peuvent provenir les blocages musicaux et de vivre le sens profond des rythmes et des modes. En 2010, il crée son école à Genève, la Groove-School, dans le but de permettre à des musiciens d'expérimenter le jeu en groupe.

## Parcours musical
- Groupes au collège, concerts à l’école, ateliers de l’AMR
- Genève, cours au C.I.M. à Paris, pratique quotidienne de l’instrument.
- Cours au conservatoire Sainte-Cécile, Rome
- Cours avec le pianiste Ueli Scherer.
- 1er prix du concours international des radios publiques de langues françaises de Montréal en tant que leader avec son trio[1],[2],[3].
- Concours de piano Martial Solal, Paris.
- Travail en sideman (Toots Thielemans, Joe Lovano, Jane Birkin, Jeffrey Oriema, Christophe (sur l'album "Aimer ce que nous sommes"), Gregoire Maret etc.).
- Cocompositeur et coproducteur des Albums du Erik Truffaz Quartet, (Blue Note Rec.) depuis 1998, tournées internationales.
- Disque d’argent et meilleure vente jazz en France (1999 Bending New Corners)
- Tournées en France en tant que leader avec son projet ESCAPE (2 batteries/basse/computer/chant/percussions/rhodes)
- Composition, orchestration et production d’une œuvre pour chœur (Les voix Bulgares, Sofia).
- Participation au fender rhodes et piano sur le dernier album du chanteur Christophe (Aimer ce que nous sommes).
- Enregistrement en tant que session musician dans diverses productions.
- Collaborations et compositions avec l’harmoniciste Gregoire Maret.
- Création d'une école de musique à Genève, la Groove-school

## Discographie récente
- Erik Truffaz Quartet : Out of a Dream  - 1997
- Erik Truffaz Quartet : The Dawn - 1998
- Collaboration de l'Erik Truffaz Quartet pour la musique du film de Siegfried : Louise (take 2) - 1998
- Erik Truffaz Quartet : Bending new Corners  - 1999
- Erik Truffaz Quartet : Revisité - 2001
- Erik Truffaz Quartet : The Walk of the Giant Turtle - 2003
- Patrick Muller Trio:  Popup - 2006
- Patrick Muller Solo: Natural & Human, les psychiatriques - 2006
- Patrick Muller Escape Live: Escape Live - 2006
- Erik Truffaz Quartet : Arkhangelsk - 2007
- Christophe : Aimer ce que nous sommes - 2008
- Frederik Baillif : Musiques de 3 films : Geisendorf, Le Fond et la Forme, La vie en deux. - 2008
- Sumo : Over the Beat - 2010
- Marie-Fleur Stalder: Les enfants de Sanfilippo - 2010

## Enseignement de 1984 à aujourd'hui
- Professeur cours privés de piano
- Enseignant E.P.I. Genève
- Enseignant A.M.R. Genève
- Enseignant à l'école internationale de Genève
- Enseignant au conservatoire de Montreux
- Divers workshops à l’étranger

## Sources et références
1. ↑  Radios publiques de langues françaises de Montréal, « Les Prix », sur radiosfrancophones.org (consulté le 1er avril 2012)
2. ↑  [précision nécessaire], « Swing à la pelle », [précision nécessaire],‎ 24 mars 2011
3. ↑  « Patrick Muller, son trio, et leur génie inventif », La Tribune de Genève,‎ 13 octobre 2000